# Прата-ди-Порденоне
Прата-ди-Порденоне (итал. Prata di Pordenone) — коммуна в Италии, располагается в регионе Фриули-Венеция-Джулия, в провинции Порденоне.
Население составляет 8164 человека (2008 г.), плотность населения составляет 345 чел./км². Занимает площадь 23 км². Почтовый индекс — 33080. Телефонный код — 0434.
Покровительницей коммуны почитается святая Лючия Сиракузская, празднование 13 декабря.

## Демография
Динамика населения:

## Администрация коммуны
- Официальный сайт: http://www.comune.prata.pn.it/ Архивная копия от 21 февраля 2010 на Wayback Machine